# Мартин мексиканський
Мартин мексиканський (Larus livens) — вид мартинів з роду Larus. Поширений у Північній Америці.

## Поширення
Вид поширений в Каліфорнійській затоці (Мексика) і зрідка в південній Каліфорнії (США), з деяким поширенням після розмноження на північ до озера Солтон-Сі і на південь до Сонори.

## Спосіб життя
Цей вид трапляється на піщаних і скелястих островах, зазвичай з невеликою рослинністю або без неї. Його раціон включає рибу, безхребетних, трупи морських ссавців і рибні відходи. Він також може брати яйця дрібних морських птахів і пеліканів. Відкладання яєць починається на початку квітня в колоніях переважно до 100 пар.